# Библиотека на Валенсия
Библиотеката на Валенсия „Николау Примитиу“ (на испански: Biblioteca Valenciana Nicolau Primitiu) е автономната библиотека на Валенсия, Испания. Той е създаден с Указ 5/1985 на Консел де ла Генералитатен Валенсиана. Съгласно Закон 4/2011 от 23 март за библиотеките на Валенсия  е ръководител на библиотечната система във Валенсия и е създаден като висш библиотекарски център на Генералитат и основен библиографски депозит на Валенсия мисия за събиране, съхраняване и разпространение на библиографското наследство във Валенсия и на всички печатни, звукови и визуални продукти от и на територията на Валенсия; Той е отговорен за подготовката и разпространението на библиографска информация за издателската продукция на Валенсия и за поддържането на сътрудничество с библиотечните услуги в различни области. Освен това той е отговорен за изготвянето на сборния каталог на библиографското наследство на Валенсия.

## История
Произходът на библиотеката във Валенсия се намира в дарението на частната библиотека на Д. Николау Примити Гомес Серано от неговите наследници през 1979 година.
С кралски указ 1032/1978 от 14 април бе приета дарението на държавата за колекция от книги, съставена от инкунабули, редки и издания от шестнадесети, седемнадесети и осемнадесети век, всички от които са членове на Испанското историческо наследство да бъде инсталиран в библиотека, наречена „Николау Примитиу“, в град Валенсия. По същия начин, донорите упълномощиха Министерството на културата да прехвърли собствеността и управлението на обекта на тяхното дарение, ако се създаде политическо или административно тяло с регионален характер с името на Британската общност, Генералитат или друго подобно образувание. След одобряването на Устава на автономията на Валенсийската общност през 1982 г., Министерството на културата материализира предаването на библиографските колекции на библиотеката „Николау Примитиу“ в Генералитат Валенсиана с Кралски указ 846/1986.
Тази библиотека, с неизмерима стойност, обобщава основните принципи на една национална библиотека, като обединява произведения на валенсиански автор, валенсианска тема или произведена във Валенсия, и поставя основите, върху които е построена настоящата Валенсийска библиотека.
Много други, които дойдоха да обогатят и допълнят тези важни средства, бяха добавени към това първоначално дарение. Към това трябва да добавим дохода от юридическия депозит, както и покупките, направени от самата институция. Публикуването на постановлението за създаване на библиотеката във Валенсия (Декрет 5/1985) е важен етап, тъй като оттогава съществува норма, която регулира неговото съществуване и са определени нейните цели и функции. Следователно, библиотеката във Валенсия е създадена като висш библиотекарски център на Генералитат и основен библиографски депозит на Валенсийската общност, зависим от компетентния отдел на културата
От създаването си до 2000 г. Библиотеката е инсталирана в сградата на старата обща болница, като споделя пространството с Провинциалната обществена библиотека във Валенсия, докато търси окончателен щаб за нея.
През 1995 г. Генералитат реши, че окончателното седалище на тази библиотека е манастирът Сан Мигел Де лос Рейес. В сътрудничество с Провинциалния съвет и Общинския съвет на Валенсия, съсобственици на сградата, между 1995 и 1999 г. е осъществен амбициозен проект за рехабилитация, който ще възстанови своите художествени и културни ценности, но ще позволи и използването му като самостоятелна библиотека.
През 2000 г. библиотеката на Валенсия отвори врати в сегашния си щаб – манастира Сан Мигел де лос Рейес.
През 2010 г. е публикуван Указ 33/2010 , чрез който библиотеката във Валенсия е преименувана на Библиотека Валенсиана „Николау Примитиу“.

## Фондове
Библиотеката във Валенсия съхранява почти един милион документа и разполага с автоматизиран каталог, който позволява консултирането на същите чрез интернет. Тази велика колекция е съставена от голямо разнообразие от материали и опори, от пергамент и хартия до най-модерните електронни формати, и включва документи от 13 век до 21 век. Разработването на колекцията е извършено в съответствие с целите, установени от самия указ за създаване: произведения от автор на Валенсия, тема от Валенсия или произведени във Валенсия. Начините за въвеждане са дарения и депозити, покупки и законови депозити.
Особено внимание заслужават даренията и завещанията, тъй като те са позволили да има голяма и пълна колекция, с основни произведения с неизмерима стойност, която е референтна колекция за изследователи.
Тези фондове, в допълнение към първоначалното дарение на щанд Николау Примитиу Гомес Серано, тези на Пере Мария Орц аз Бошк, Игнасио Солдевила, Фелипе Гарин Ортис де Таранко  Архив на оригинала от 2015-10-04 в Wayback Machine., Исус Мартинес Герикабеитиа, Семейство Вентура, Гилермина Медрано и Рафаел Супервиа, Педро Начер и др. В допълнение, библиотеката във Валенсия закупи важни колекции и библиотеки като тези на Каререс, Мануел Санчис Гуарнер, Мануел Бас Карбонел, Рафаел Лапеса Мелгар, Алехандро Ферант Васкес, Берта Сингърман, Анхел Лакал Фенандес, фотографските колекции на Хосе Хуге, Десфилис, фондът на испанската компания за фотограметрични произведения и др.
Също така е от съществено значение вписването на произведения от законния депозит, тъй като това позволява запазването на извадка от издателската продукция на Валенсия, което е една от целите, които тази библиотека трябва да изпълнява въз основа на това, което е регламентирано от самия постановление и те получават подходящо разпространение чрез онлайн библиографията на Валенсия. 
Освен това, библиотеката във Валенсия има някои временни депозити, сред които се откроява колекцията на Cervantina на Франческ Мартинес Мартинес, депозирана от Diputación de Valencia и силно увеличена чрез покупките на Генералитат, която е една от основните компилации на изданията на произведението. на Сервантес по света.
Библиотеката във Валенсия също има важна колекция от ръкописи, сред които е и потвърждението на първото писмо от Сан Матеу от 1274 г., което е най-старият документ, съхраняван в библиотеката във Валенсия. Екземплярът от лукрецианския спектакъл, датиран приблизително от 1500 г., е посветен на красотата му, посветен от неговия автор Джовани Батиста Канталисио на папа Александър VI по повод сватбата на Лукресия Борха с Алфонсо де Арагон.
Също така има и великолепна колекция от антични творби, сред които заслужава специално внимание колекцията от инкунабули, съставена от 53 тома, например изданието на принц Вита Кристи от Sor Isabel de Villena, отпечатано във Валенсия през 1497 г.; Regiment preservatiu i curatiu на мор на Луис Алкани, отпечатан във Валенсия през 1490 г.; няколко копия на проповеди от Сан Висенте Ферер, сред които можем да споменем и тази, отпечатана в Колония през 1487 г., която е най-старото копие на проповедите на Сан Висенте Ферер, които Библиотеката Валенсия притежава; първото печатно издание на Furs nous del regne de Valencia e capitols ordenades per lo rey don Fernando II в Cort general de Oriola, отпечатано през 1493 г.; Той практикува медицина на Арнау де Виланова, отпечатана през 1497 г. и др. Към тях трябва да добавим голяма колекция от произведения от XVI до XVIII век.
От друга страна, трябва да подчертаем значението на колекцията hemeroteca, с над 14 000 заглавия, които варират от писмена преса до графични комикси, празнични книги, годишници, каталози на книжарници и списания от различни теми и тенденции. Сред запазените творби можем да подчертаем Ел Диарио де Валенсия (1790 – 1835), колекцията от списания от периода на Втората република и Гражданската война, полу-тайните публикации, колекцията на „llibrets de falla“ и др. От голямо значение за Валенсийската общност са и средствата, идващи от Editora Valenciana, които са публикували голяма част от комиксите и популярните романи, четени в Испания през втората половина на 20 век.
В допълнение, тя подчертава важната колекция от графичен фон, събрана от тази библиотека и в която можем да намерим широк образец от снимки, картички, рисунки, гравюри, карти, планове, стикери и др. от шестнадесети век до наши дни. Сред средствата, които правят тази колекция са тези на Йосиф Huguet, Висенте Пейдро, Хоакин Санчис Serrano „finesses“ Марио Guillamón, Франсеск Jarque Жозе Лазаро Bayarri, Publipress, Desfilis и събиране на въздушни снимки на Испания, които са извадка на живота и обичаите на Валенсия, неговата история, неговите градове и пейзажи, което е свидетелство за неизмерима стойност.